# Crasia
Crasia là một chi bướm đêm thuộc họ Noctuidae.